# Vararia abortiphysa
Vararia abortiphysa är en svampart som beskrevs av Boidin & Lanq. 1976. Vararia abortiphysa ingår i släktet Vararia och familjen Lachnocladiaceae.   Inga underarter finns listade i Catalogue of Life.